# Головецький Василь Миколайович
Васи́ль Микола́йович Голове́цький (нар. 28 жовтня 1954, Головецько) — український поет. Заслужений журналіст України.

## Життєпис
Народився 28 жовтня 1954 р. в с. Головецько Старосамбірського району Львівської області.
Закінчив Львівський державний університет ім. І. Франка.
Працював генеральним директором Житомирської обласної державної телерадіокомпанії.
Автор збірок «Маркіянові яблука», «Душа оглянулась», «Вербна неділя», «Найсолодша у світі», «Прощання з душею», «Ангел безодні», «Письмена журавлині», «Вчитель мовчання», "Сповідь у малиннику" та ін.
Лауреат літературної премії імені Василя Юхимовича (2010), обласної літературної премії імені Василя Юхимовича (2010), літературної премії імені Михайла Клименка (2011). У 2014 році став лауреатом Житомирської обласної літературної премії імені Бориса Тена.